# 1188-as busz
Az 1188-as jelzésű autóbuszvonal távolsági autóbuszjárat Budapest és Hévíz, Zalaegerszeg valamint Bajánsenye között, melyet a Volánbusz Zrt. lát el.

## Közlekedése
Budapest, Népliget és Zalaegerszeg valamint Bajánsenye között közlekedik. Az egyik járat végállomása Hévíz.  
Nyolc járatpár szállítja az utasokat. A hetek első munkanapját megelőző napon egy járat Hévízig, egy járat Bajánsenyéig közlekedik. A többi járat végállomása Zalaegerszeg.
Jelenlegi útvonalán 2021. április 11. óta közlekedik, korábban a járatok Budapest és Zalaegerszeg között közlekedtek.

## Megállóhelyei
| 0  | Budapest, Népliget autóbusz-pályaudvar végállomás | 10 | 1, 1A 83 254E 901, 914, 914A, 918, 950, 950A 607, 608, 616, 625, 626, 627, 628, 629, 630, 631, 632, 633, 635, 636, 650, 653, 654, 655, 656, 657, 660, 661, 679 1080, 1085, 1087, 1090, 1092, 1094, 1110, 1111, 1113, 1115, 1120, 1121, 1123, 1125, 1131, 1134, 1136, 1172, 1173, 1174, 1175, 1176, 1177, 1183, 1184, 1185, 1189, 1193, 1194, 1205, 1212, 1215, 1216, 1229, 1251, 1253, 1254, 1257, 1268                     |
| 1  | Budapest, Petőfi híd, budai hídfő                 | 9  | 4, 6 153, 154, 212, 212A, 212B 918 1172, 1173, 1174, 1175, 1176, 1177, 1183, 1184, 1185, 1189, 1193, 1194, 1205, 1212, 1215, 1216, 1229, 1251, 1253, 1254, 1257 |
| 2  | Budapest, Újbuda-központ                          | 8  | 4, 6, 17, 41, 47, 48, 56, 61 33, 58, 150, 150B, 153, 154, 212, 212A, 212B 973, 973A 1172, 1173, 1174, 1175, 1176, 1177, 1183, 1184, 1185, 1189, 1193, 1194, 1205, 1212, 1215, 1216, 1229, 1251, 1253, 1254, 1257 |
| 3  | Budapest, Sasadi út                               | 7  | 8E, 40, 40B, 40E, 53, 87, 87A, 88, 88A, 108E, 139, 140, 140A, 150, 150B, 153, 154, 172, 173, 187, 188, 188E, 240, 272 908, 940, 941, 972 731, 760, 764 1187 1172, 1173, 1174, 1175, 1176, 1177, 1183, 1184, 1185, 1189, 1193, 1194, 1205, 1212, 1215, 1216, 1229, 1251, 1253, 1254, 1257 |
| 4  | Hévíz, Ady Endre utca                             | 6  | 1193, 1194, 1625, 1658, 1665, 1736, 1806, 1808 6162, 6216, 6218, 6230, 6231, 6237, 6306, 6310, 6316, 6361, 6363, 6370, 6375, 6415 |
| 5  | Hévíz, autóbusz-állomás végállomás                | 5  | 1193, 1194, 1212, 1402, 1499, 1506, 1569, 1625, 1636, 1658, 1665, 1666, 1673, 1714, 1724, 1725, 1736, 1794, 1806, 1808, 1842 5976, 6103, 6162, 6216, 6218, 6230, 6231, 6237, 6306, 6310, 6316, 6350, 6355, 6360, 6361, 6363, 6364, 6370, 6372, 6375, 6383, 6384, 6386, 6387, 6390, 6391, 6395, 6396, 6398, 6415, 7721, 7722                                                                                                 |
| 6  | Zalacsány, templom                                | 4  | 1185, 1194, 1499, 1625, 1658, 1665, 1806, 1808 6162, 6216, 6217, 6306, 6307, 6375 |
| 7  | Nagykapornak, autóbusz-váróterem                  | 3  | 1185, 1499, 1625, 1658, 1665, 1806, 1808 6162, 6214, 6216, 6217, 6220, 6222, 6231 |
| 8  | Kisbucsa, bejárati út (76-os út)                  | 2  | 1185, 1625, 1658, 1665, 1806, 1808 6214, 6215, 6216, 6217, 6219, 6220, 6221, 6222, 6231 |
| 9  | Zalaegerszeg, Csácsbozsok elágazás                | 1  | 2, 2A, 12, 21, 22, 22A 1187 1185, 1625, 1658, 1665, 1806, 1808 6214, 6215, 6216, 6217, 6219, 6220, 6221, 6222, 6226, 6230, 6231 |
| 10 | Zalaegerszeg, autóbusz-állomás végállomás         | 0  | 1, 2E, 4, 5, 6, 7, 9, 14, 19A, 21, 25, 27 1185, 1499, 1503, 1562, 1620, 1622, 1625, 1639, 1641, 1642, 1658, 1665, 1667, 1668, 1670, 1726, 1806, 1808 6162, 6200, 6201, 6205, 6210, 6211, 6213, 6214, 6215, 6216, 6217, 6218, 6219, 6220, 6221, 6222, 6226, 6230, 6231, 6235, 6237, 6238, 6239, 6240, 6241, 6242, 6243, 6245, 6246, 6247, 6248, 6250, 6255, 6258, 6262, 6268, 6275, 6277, 6278, 6287, 6292, 6458, 6898, 7398 |
| 11 | Bagod, iskola                                     |    | 1185, 1622, 1668, 1806 6275, 6277, 6278, 6898 |
| 12 | Zalaszentgyörgy, Kossuth Lajos utca               |    | 1185 6275, 6277, 6278, 6287 |
| 13 | Zalacséb, Rákóczi utca 53.                        |    | 1185 6275, 6277, 6278, 6287 |
| 14 | Zalalövő (Zalapataka), templom                    |    | 1185 6277, 6278, 6282, 6287 |
| 15 | Zalalövő, vasútállomás bejárati út                |    | 1185, 1669 6277, 6278, 6282, 6283, 6287, 6580, 6585, 6902, 6905 személyvonat, Citadella nemzetközi InterCity, Istria nemzetközi expresszvonat |
| 16 | Zalalövő, Petőfi utca 74.                         |    | 1185 6277, 6283, 6580, 6902, 6905 |
| 17 | Felsőjánosfa, Petőfi utca 10.                     |    | 1185 6277, 6283, 6580, 6902, 6905 |
| 19 | Pankasz, autóbusz-váróterem                       |    | 1185, 1643 6277, 6580, 6902, 6905, 6921 személyvonat |
| 19 | Nagyrákos, Alsószer                               |    | 1185 6277, 6580, 6902, 6905, 6921 |
| 20 | Őriszentpéter, Rózsaliget                         |    | 1185, 1643 6277, 6580, 6902, 6905, 6921 |
| 21 | Őriszentpéter, autóbusz-állomás                   |    | 1185, 1643 6258, 6277, 6580, 6902, 6905, 6909, 6921, 6970, 6973 |
| 22 | Bajánsenye, autóbusz-váróterem végállomás         |    | 1185, 1643 6258, 6270, 6580, 6902, 6970, 6973 |